# 科音
科音（日语：株式会社コルグ；Korg Inc.）是日本的一家电子乐器、音频处理器生产商，也以Vox的名义生产音箱。

## 历史

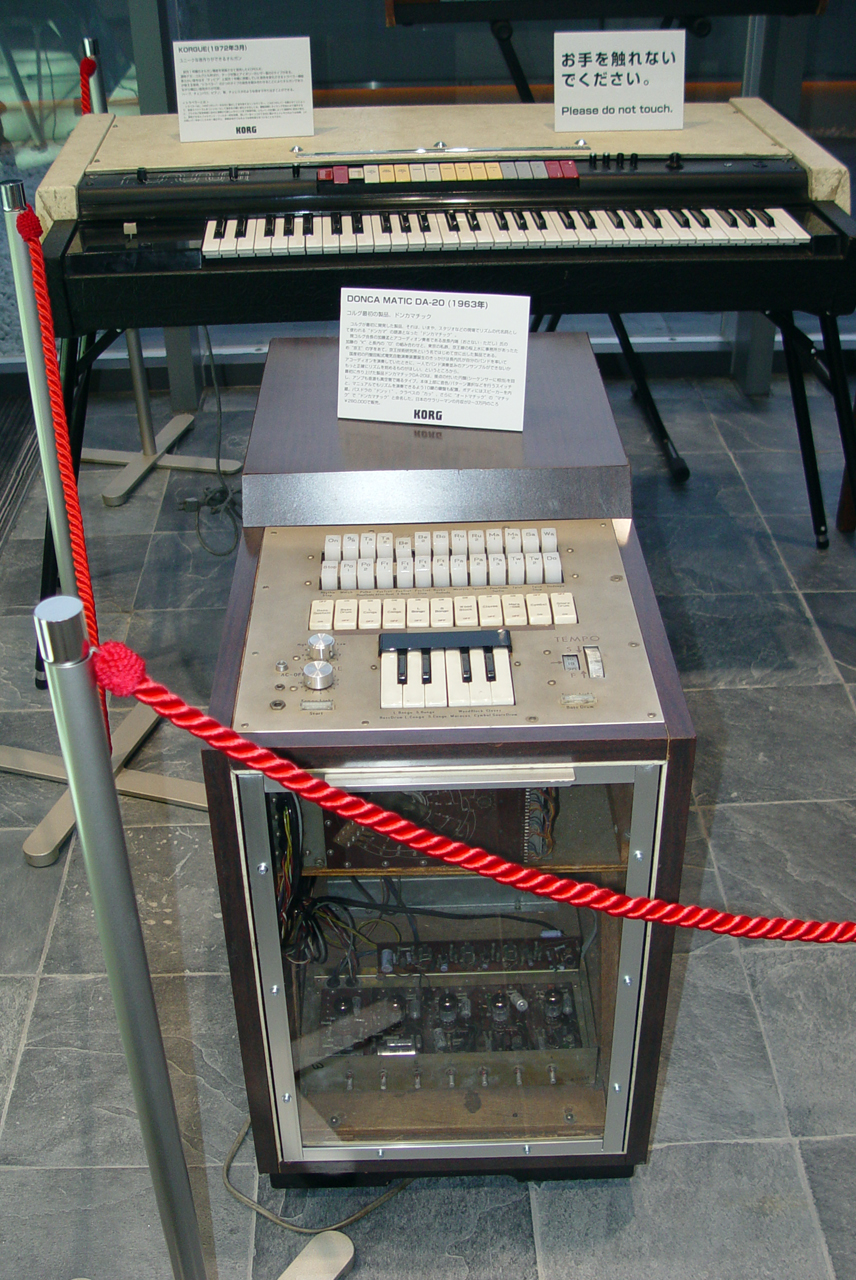
Donca-Matic DA-20（1963）

1963年，经营夜店的加藤孟（1926年8月28日 - 2011年3月15日）在東京都世田谷区樱上水创办了京王技術研究所。“京王”罗马字“Keio”中的「K」来自加藤孟的姓，“O”则来自他的合伙人、手风琴家長内端的姓，这也和公司不远处的京王線的“京王”二字吻合。1963年，其首款产品DoncaMatic DA-20鼓机面世，销量不错，于是公司又于1966年开发了晶体管版本的DoncaMatic DE-20。公司由此出名。
1967年，三枝文夫加入公司，18个月后做出了一台可编程的风琴，冠以KORG之名，这是该公司第一次使用“KORG”商标。除去“K”和“O”外，“RG”则来自“Organ”一词。
1973年，miniKORG面世，这是该公司的第一款合成器。1980年代，它又开始制作电钢琴。